# Karl Pauspertl
Karl Pauspertl-von Drachenthal (Pljevlja (Montenegro), 18 oktober 1897 – Wenen, 6 april 1963) was een Oostenrijks componist, dirigent en filosoof. Zijn vader was een Oostenrijkse officier en de familie is oorspronkelijk afkomstig uit Iglau, nu: Jihlava.

## Levensloop
Pauspertl studeerde in Wenen filosofie en aan de muziekacademie bij Franz Schmidt en Clemens Krauss muziek. Van 1916 tot 1918 was hij dirigent van de Militaire muziekkapel van het Infanterie-Regiment nr. 57. Vervolgens werd hij repetitor aan de Weense Staatsopera, eerste kapelmeester aan het Burgtheater, Theaterkapelmeester in Troppau, nu: Opava en Berlijn. In de militaire muziekgeschiedenis is hij vooral ingegaan als laatste kapelmeester van het bekende "Weense Hoch- und Deutschmeister-Regiment nr. 4" vanaf 1934 tot 1938.
In 1924 bewerkte hij de operette Die große Unbekannte van Franz von Suppé en het succes zorgde voor verdere opdrachten. Ook de operette Das Spitzentuch der Königin (1931) kwam in een arrangement van Pauspertl uit. Hij verzamelde melodieën van Carl Michael Ziehrer en maakte daaruit de operette Die verliebte Eskadron, die op 11 juli 1930 in het "Johann-Strauß-Theater" in première ging.
In 1946 was hij dirigent van het Landessymphonieorchester Niederösterreich. Verder was hij een bepaalde tijd dirigent bij de omroep.
Later werd Pauspertl vooral bekend door zijn composities voor films zoals Wiener Mädeln, Operette, Die goldene Fessel, Abenteuer im Schloß, Die Regimentstochter en Franz Schubert.

## Composities

### Werken voor orkest
- 1917 Hexengold, suite voor orkest
- 1954 Serenade, voor viool solo en orkest
- Himmelblau und Rosenrot

### Werken voor harmonieorkest
- 1936 Die schönsten Soldatenlieder
- 1938 Hella-Ouvertüre
- 1938 O bella Senorita, Spaanse dans
- 1950 Romantische Suite - Aus Haslach's vergangenen Tagen
- 1951 Clarissa, ouverture
- 1951 Jubiläums-Ouvertüre
- 1957 Soldatentanz - Unter Verwendung von Motiven von Gaetano Donizetti, voor harmonieorkest
- Aus der Zeit des lieben Augustin, suite
- Es war einmal, suite
- Heimat, wie schön bist du, wals[1]
- Im deutschen Märchenwald, suite
- Jung Haslach
- Manöverliebe, concertouverture
- Mis in Es majeur "Leonfelder Messe", voor gemengd koor en harmonieorkest
- Oberst Ferdinand Richter-Marsch
- Pepito und Andulka, intermezzo
- Rund um Wien, suite
- Tesstaler-Marsch
- Über Berg und Tal, suite

### Filmmuziek
- 1941 Das Bergbauernjahr
- 1944 Die goldene Fessel
- 1945-1949 Wiener Mädeln
- 1946 Weihnachten im Salzburgerland
- 1950 Salzburg, documentaire
- 1952 Abenteuer im Schloß
- 1953 Franz Schubert - Ein Leben in zwei Sätzen; ook bekend als Franz Schubert - Ein unvollendetes Leben
- 1953 Die Regimentstochter
- Operette

## Publicaties
- samen met S. J. Matrei: Wolfgang Borchert. Zwischen Tod und Leben; 'und wir mitten drin', in: Die Zeit im Buch, Vienna: 29. Dezember 1950

## Media
1. ↑  Heimat, wie schön bist du[dode link]

- Gemeinsame Normdatei: 134569946
- International Standard Name Identifier: 0000 0000 5616 3221
- Library of Congress Control Number: nr90012985
- Nationale Bibliotheek van Tsjechië: mzk2014837899
- Virtual International Authority File: 79676258
- WorldCat: E39PBJxCyPDddPX9c8vcRGhj4q